# 윌리엄 F. 버클리 주니어

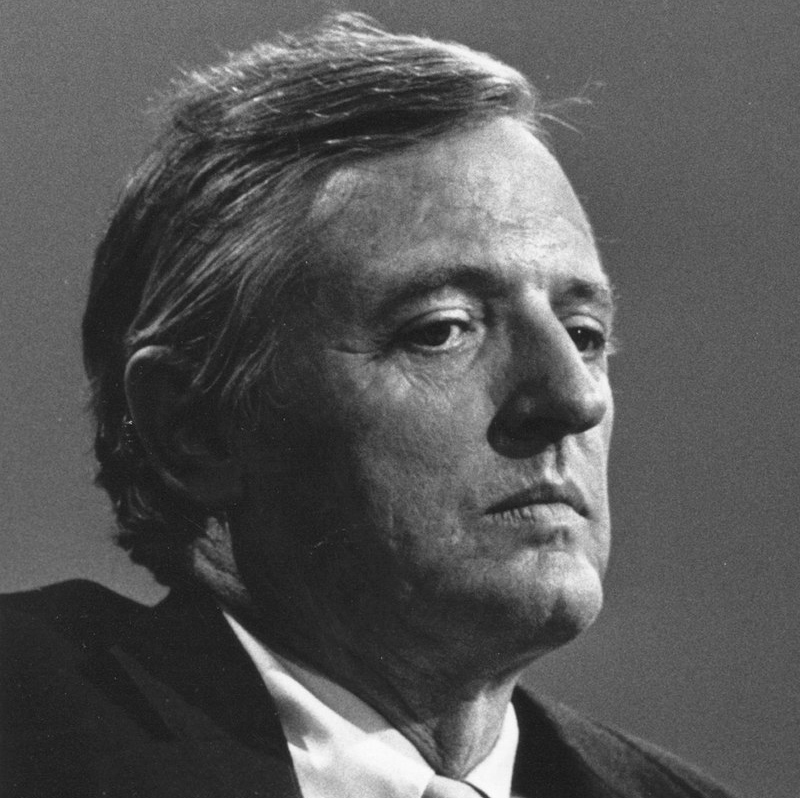
윌리엄 F. 버클리 주니어

로널드 레이건 대통령과 윌리엄 버클리

윌리엄 F. 버클리 주니어 (William F. Buckley, Jr., 1925년 11월 24일 ~ 2008년 2월 27일)는 미국의 대중 지식인이며 보수주의 작가이며 평론가이다. 1955년에 <내셔널 리뷰> 라는 잡지를 창간하여, 보수주의 운동의 결정적인 역할을 하였다.
그는 로널드 레이건 대통령과 배리 골드워터 등과 함께 공화당의 보수정치를 대표한다.

## 저서
- God and Man at Yale (1951)